# 沙龙乡
沙龙乡，是中华人民共和国四川省阿坝藏族羌族自治州小金县下辖的一个乡镇级行政单位。

## 行政区划
沙龙乡下辖以下地区：
桃梁村、燕栖村、苍坪村、松光村和沙冲村。